# Participação de estados e ilhas no Mister Brasil
Abaixo estão todos os representantes masculinos estaduais que chegaram a participar e os que apenas foram eleitos mas não tiveram a chance de disputar o Mister Brasil. Todos estão corretamente listado por ordem de região do país. Todas com base nas edições realizadas do certame nacional de Mister Brasil comandado pelo "Concurso Nacional de Beleza".

## Centro-Oeste
Legenda
      O representante venceu a disputa.
       O representante parou na 2ª colocação.
       O representante parou na 3ª colocação.

### Distrito Federal(ouBrasília)
| Ano  | Participação | Representante          | Representação  | no Mister Brasil       | Disputa Internacional                         | Ref.   |
| ---- | ------------ | ---------------------- | -------------- | ---------------------- | --------------------------------------------- | ------ |
| 1998 | 1º           | Edílson Leite Ferreira | Brasília       | Vencedor               | Não se classificou no Mr. World 1998.         | [ 1 ]  |
| 2000 | 2º           | Ramílio Zampiron Jr.   | Brasília       | Vencedor               | Top 10 no Mr. World 2000.                     | [ 1 ]  |
| 2001 | 3º           | Eduardo de Paula       | Brasília       |                        |                                               | [ 2 ]  |
| 2008 | 3º           | Rafael Mazzali         | Brasília       | Semifinalista (Top 13) |                                               | [ 3 ]  |
| 2010 | 4º           | Márcio Berg            | Brasília       |                        |                                               | [ 4 ]  |
| 2011 | 5º           | César Curti            | Brasília       | 3º. Lugar              | Vencedor do Mister Internacional 2011.        | [ 5 ]  |
| 2013 | 6º           | Ricardo Fiorillo       | Brasília       | Semifinalista (Top 16) |                                               | [ 6 ]  |
| 2014 | 7º           | Lucas Montandon        | Brasília       | Vencedor               | Top 10 no Mr. World 2016.                     | [ 7 ]  |
| 2015 | 8º           | Ecktor Lopes           | Lago Sul       | Semifinalista (Top 10) | Assumiu o título após a renúncia do vencedor. | [ 8 ]  |
| 2016 | 9º           | Victor Fonsêca         | Lago Norte     |                        |                                               | [ 9 ]  |
| 2017 | 10º          | André Farias           | Samambaia      | Semifinalista (Top 11) |                                               | [ 10 ] |
| 2018 | 11º          | Jesus de Lima          | Cooperativismo | Semifinalista (Top 08) |                                               | [ 11 ] |
| 2019 | 12º          | Patrick Alvarenga      | Park Way       |                        |                                               | [ 12 ] |
| 2020 | 13º          | Luís Gustavo Couto     | Águas Claras   | 4º. Lugar              | 2º. Lugar no Mister Model International 2021. | [ 13 ] |
| 2022 | 14º          | Maycon Santos          | Planaltina     |                        |                                               | [ 14 ] |
| 2023 | 15º          | Mateus Alves           | Taguatinga     |                        |                                               | [ 15 ] |

### Goiás
| Ano  | Participação | Representante     | Representação            | no Mister Brasil       | Disputa Internacional                              | Ref.   |
| ---- | ------------ | ----------------- | ------------------------ | ---------------------- | -------------------------------------------------- | ------ |
| 2001 | 1º           | Gustavo Leão      | Goiânia                  | 2º. Lugar              |                                                    | [ 2 ]  |
| 2007 | 2º           | André Martins     | Goiânia                  |                        |                                                    | [ 16 ] |
| 2008 | 3º           | Reinaldo Cunha    | Goiânia                  | Semifinalista (Top 13) |                                                    | [ 17 ] |
| 2011 | 4º           | Daniel Agnesini   | Goiânia                  |                        |                                                    | [ 18 ] |
| 2013 | 5º           | Gustavo Mendonça  | Goiânia                  |                        |                                                    | [ 19 ] |
| 2014 | 6º           | Rhudá Fleury      | Goiânia                  | 6º. Lugar              |                                                    | [ 20 ] |
| 2015 | 7º           | Pablo Isaac       | Itapuranga               |                        |                                                    | [ 21 ] |
| 2016 | 8º           | Diego Prado       | Goiânia                  | 4º. Lugar              |                                                    | [ 22 ] |
| 2017 | 9º           | Rodrigo Krauzer   | Aparecida de Goiânia     | Semifinalista (Top 21) |                                                    | [ 23 ] |
| 2018 | 10º          | Diogo Hens        | Itumbiara                | Semifinalista (Top 25) |                                                    | [ 24 ] |
| 2019 | 11º          | Gustavo Jobbs     | Itaberaí                 | Semifinalista (Top 10) |                                                    | [ 25 ] |
| 2020 | 12º          | Diogo Hens        | Goiânia                  | Semifinalista (Top 11) | Representou FN no Mister Model International 2021. | [ 26 ] |
| 2022 | 13º          | Jefferson Delgado | Alto Paraíso de Goiás    | Semifinalista (Top 21) | Assumiu o título após a renúncia do vencedor.      | [ 27 ] |
| 2023 | 14º          | Vilmar Bertolino  | São Luís de Montes Belos | 2º. Lugar              | Será o Brasil no Mister Global 2023.               | [ 28 ] |

### Mato Grosso
| Ano  | Participação | Representante        | Representação    | no Mister Brasil       | Disputa Internacional                            | Ref.   |
| ---- | ------------ | -------------------- | ---------------- | ---------------------- | ------------------------------------------------ | ------ |
| 2001 | 1º           | Romeu Jacovas        | Cuiabá           |                        |                                                  | [ 2 ]  |
| 2008 | 2º           | André Stefanini      | Rondonópolis     | Semifinalista (Top 13) |                                                  | [ 29 ] |
| 2010 | 3º           | Isac Fioravante      | Tangará da Serra | 4º. Lugar              |                                                  | [ 30 ] |
| 2011 | 4º           | Renan Cunha          | Cáceres          | Semifinalista (Top 20) |                                                  | [ 31 ] |
| 2013 | 5º           | Tony Brito           | Rondonópolis     | Semifinalista (Top 16) |                                                  | [ 32 ] |
| 2014 | 6º           | Victor Zanatta       | Sinop            | Semifinalista (Top 12) | Vencedor do Mister Model International 2014.     | [ 33 ] |
| 2015 | 7º           | Herbert Penze        | Barra do Garças  | 5º. Lugar              |                                                  | [ 34 ] |
| 2016 | 8º           | Eliezer Vagner       | Diamantino       |                        |                                                  | [ 35 ] |
| 2017 | 9º           | Leonardo Menegon     | Várzea Grande    | Semifinalista (Top 21) | Foi Mister MT Tur 2012 para o Mister Brasil Tur. | [ 36 ] |
| 2018 | 10º          | Ian Osvaldo Bock     | Nova Mutum       |                        |                                                  | [ 37 ] |
| 2019 | 11º          | Anderson Giordani    | Rondonópolis     |                        |                                                  | [ 38 ] |
| 2020 | 12º          | Hiago Teles          | Barra do Garças  | Semifinalista (Top 21) |                                                  | [ 39 ] |
| 2022 | 13º          | Luiz Henrique Santos | Juína            | Semifinalista (Top 21) |                                                  | [ 40 ] |
| 2023 | 14º          | Paulo Magrini        | Cuiabá           | Semifinalista (Top 20) |                                                  | [ 41 ] |

### Mato Grosso do Sul
| Ano  | Participação | Representante        | Representação | no Mister Brasil       | Disputa Internacional                          | Ref.   |
| ---- | ------------ | -------------------- | ------------- | ---------------------- | ---------------------------------------------- | ------ |
| 2001 | 1º           | Luiz Ferraz          | Campo Grande  |                        |                                                | [ 2 ]  |
| 2007 | 2º           | Marcos de Lara       | Campo Grande  | Semifinalista (Top 13) |                                                | [ 1 ]  |
| 2008 | 3º           | Jefferson Nunes Rosa | Campo Grande  |                        |                                                | [ 42 ] |
| 2010 | 4º           | Gabriel Guimarães    | Campo Grande  |                        |                                                | [ 43 ] |
| 2011 | 5º           | Lucas Paniago        | Campo Grande  | Semifinalista (Top 20) | Representou MS no Mister Universo Brasil 2012. | [ 44 ] |
| 2013 | 6º           | Lázaro Ienczak       | Campo Grande  |                        |                                                | [ 45 ] |
| 2014 | 7º           | Aldinei Martins      | Bandeirantes  |                        |                                                | [ 46 ] |
| 2015 | 8º           | Marcel Dauzacker     | Bonito        |                        |                                                | [ 47 ] |
| 2016 | 9º           | Geraldo Moreira      | Maracaju      |                        |                                                | [ 48 ] |
| 2017 | 10º          | Carlos Gabo          | Dourados      | Semifinalista (Top 21) |                                                | [ 49 ] |
| 2018 | 11º          | Fábio Goulart        | Ponta Porã    |                        |                                                | [ 50 ] |
| 2019 | 12º          | Rodrigo Vinhal       | Campo Grande  | Semifinalista (Top 21) |                                                | [ 51 ] |
| 2020 | 13º          | Cristhopher Frias    | Três Lagoas   |                        |                                                | [ 52 ] |
| 2022 | 14º          | Wadih Vilela         | Paranaíba     | Semifinalista (Top 21) |                                                | [ 53 ] |
| 2023 | 15º          | Marcos Akira         | Campo Grande  |                        |                                                | [ 54 ] |

## Nordeste

### Alagoas
| Ano  | Participação | Representante               | Representação   | no Mister Brasil       | Disputa Internacional                         | Ref.   |
| ---- | ------------ | --------------------------- | --------------- | ---------------------- | --------------------------------------------- | ------ |
| 2001 | 1º           | José Carlos Medeiros        | Maceió          |                        |                                               | [ 1 ]  |
| 2007 | 2º           | Ubiratan da Silva Baltrusis | Maceió          |                        | Venceu o "Mister Motoboy 2007".               | [ 55 ] |
| 2008 | 3º           | Levy Justino dos Santos     | Maceió          |                        |                                               | [ 56 ] |
| 2011 | 4º           | Donato "Oliver" Oliveira    | Maceió          | 5º. Lugar              |                                               | [ 57 ] |
| 2013 | 5º           | Luiz Felipe Ribeiro         | Maceió          | Semifinalista (Top 16) | 3º Eliminado do Big Brother Brasil 17.        | [ 58 ] |
| 2014 | 6º           | Pedro Kaloã                 | Arapiraca       | Semifinalista (Top 25) |                                               | [ 59 ] |
| 2015 | 7º           | Diêgo Farias                | Arapiraca       |                        |                                               | [ 60 ] |
| 2016 | 8º           | Felipe Félix                | Delmiro Gouveia |                        |                                               | [ 61 ] |
| 2018 | 9º           | João Luccas                 | Piranhas        |                        | Assumiu o título após a renúncia do vencedor. | [ 62 ] |
| 2019 | 10º          | Jhonatta Nogueira           | Messias         |                        |                                               | [ 63 ] |
| 2020 | 11º          | Willyam Menezes             | Maceió          | Semifinalista (Top 21) |                                               | [ 64 ] |
| 2022 | 12º          | Luiz Mello                  | Maceió          |                        |                                               | [ 65 ] |

### Bahia
| Ano  | Participação | Representante     | Representação        | no Mister Brasil       | Disputa Internacional | Ref.   |
| ---- | ------------ | ----------------- | -------------------- | ---------------------- | --------------------- | ------ |
| 2001 | 1º           | Ricardo Matos     | Salvador             |                        |                       | [ 1 ]  |
| 2007 | 2º           | Felipe Siqueira   | Salvador             |                        |                       | [ 16 ] |
| 2010 | 3º           | Alberto Bispo     | Salvador             |                        |                       | [ 66 ] |
| 2011 | 4º           | Caian Berilson    | Salvador             | Semifinalista (Top 10) |                       | [ 67 ] |
| 2011 | 5º           | Danilo Brito Nery | Camaçari             |                        |                       | [ 68 ] |
| 2014 | 6º           | Leandro Gonçalves | Salvador             |                        |                       | [ 69 ] |
| 2015 | 7º           | Rony Duarte       | Vitória da Conquista | Semifinalista (Top 21) |                       | [ 70 ] |
| 2016 | 8º           | Aron Freitas      | Porto Seguro         |                        |                       | [ 71 ] |
| 2017 | 9º           | Darlan Torres     | Brumado              |                        |                       | [ 72 ] |
| 2018 | 10º          | Levy Reis Silva   | Salvador             |                        |                       | [ 73 ] |
| 2019 | 11º          | Giovanni Queiroz  | Barra do Mendes      |                        |                       | [ 74 ] |
| 2020 | 12º          | Matheus Câncio    | Teixeira de Freitas  |                        |                       | [ 75 ] |
| 2022 | 13º          | Felipe Silveira   | Vitória da Conquista |                        |                       | [ 76 ] |
| 2023 | 14º          | Tárcis Rocha      | Salvador             | Semifinalista (Top 20) |                       | [ 77 ] |

### Ceará
| Ano  | Participação | Representante     | Representação     | no Mister Brasil       | Disputa Internacional                 | Ref.   |
| ---- | ------------ | ----------------- | ----------------- | ---------------------- | ------------------------------------- | ------ |
| 2008 | 1º           | Edvaldo Santos    | Fortaleza         |                        |                                       | [ 1 ]  |
| 2010 | 2º           | Bruno Guerreiro   | Quixadá           |                        |                                       | [ 78 ] |
| 2013 | 3º           | Bruno Leka        | Iguatu            |                        |                                       | [ 79 ] |
| 2016 | 4º           | Ramon Almeida     | Quixeramobim      |                        |                                       | [ 80 ] |
| 2017 | 5º           | Diogo Souza       | Fortaleza         | Semifinalista (Top 21) |                                       | [ 81 ] |
| 2018 | 6º           | Anthônio Maia     | Limoeiro do Norte |                        |                                       | [ 82 ] |
| 2019 | 7º           | Rodolpho Guedes   | Limoeiro do Norte | Semifinalista (Top 10) |                                       | [ 83 ] |
| 2020 | 8º           | Hendson Baltazar  | Maracanaú         | Vencedor               | Top 10 no Manhunt International 2022. | [ 84 ] |
| 2022 | 9º           | Vinícius Rebouças | Sobral            | Semifinalista (Top 21) |                                       | [ 85 ] |
| 2023 | 10º          | Ygor Lobo         | Fortaleza         | Semifinalista (Top 10) |                                       | [ 86 ] |

### Maranhão
| Ano  | Participação | Representante          | Representação     | no Mister Brasil       | Disputa Internacional                      | Ref.   |
| ---- | ------------ | ---------------------- | ----------------- | ---------------------- | ------------------------------------------ | ------ |
| 2010 | 1º           | Érico Mouchrek         | São Luís          |                        |                                            | [ 1 ]  |
| 2011 | 2º           | Thiago Tricarico       | São Luís          | Semifinalista (Top 20) |                                            | [ 87 ] |
| 2013 | 3º           | Felipe Andrade         | São Luís          |                        |                                            | [ 88 ] |
| 2014 | 4º           | Marcelo Marques        | São Luís          |                        |                                            | [ 69 ] |
| 2015 | 5º           | Ricardo Barreto        | São Luís          | Semifinalista (Top 21) |                                            | [ 89 ] |
| 2017 | 6º           | Paulo Roberto da Silva | Santa Helena      | Semifinalista (Top 21) | Top 10 no Mister Model International 2018. | [ 90 ] |
| 2018 | 7º           | Júnior Walladão        | São Luís          | Semifinalista (Top 25) |                                            | [ 91 ] |
| 2019 | 8º           | Davi Melo Castro       | São Luís          | Semifinalista (Top 20) |                                            | [ 92 ] |
| 2022 | 9º           | Wandson Fialho         | Junco do Maranhão | Semifinalista (Top 10) |                                            | [ 93 ] |
| 2023 | 10º          | Roby Macêdo            | São Luís          | Semifinalista (Top 20) |                                            | [ 94 ] |

### Paraíba
| Ano  | Participação | Representante       | Representação  | no Mister Brasil       | Disputa Internacional                           | Ref.    |
| ---- | ------------ | ------------------- | -------------- | ---------------------- | ----------------------------------------------- | ------- |
| 2001 | 1º           | Guilhermino Fechine | Campina Grande | 4º. Lugar              |                                                 | [ 1 ]   |
| 2007 | 2º           | Thomas Cavalcanti   | João Pessoa    |                        |                                                 | [ 16 ]  |
| 2008 | 3º           | Simão de Melo       | Campina Grande |                        |                                                 | [ 1 ]   |
| 2010 | 4º           | Nicholas Jhansen    | João Pessoa    |                        |                                                 | [ 95 ]  |
| 2011 | 5º           | Cassius Almeida     | Piancó         |                        |                                                 | [ 96 ]  |
| 2013 | 6º           | Victor Faccirolli   | João Pessoa    |                        |                                                 | [ 97 ]  |
| 2014 | 7º           | Gledson Ricca       | João Pessoa    |                        | Disputou o Mister Brasil 2015 representando PE. | [ 98 ]  |
| 2017 | 8º           | Raphael dos Anjos   | João Pessoa    |                        | Top 10 no Mr. Gay World 2019.                   | [ 99 ]  |
| 2018 | 9º           | Artur Maciel        | João Pessoa    |                        |                                                 | [ 100 ] |
| 2019 | 10º          | Ítalo Cerqueira     | João Pessoa    | Vencedor               | 2º. Lugar no Mister Supranational 2019.         | [ 101 ] |
| 2020 | 11º          | Bruno Silva         | Campina Grande | Semifinalista (Top 11) | Top 10 no Mister Global 2022.                   | [ 102 ] |
| 2022 | 12º          | Yuri Mamede         | Campina Grande |                        |                                                 | [ 103 ] |

### Pernambuco
| Ano  | Participação | Representante      | Representação        | no Mister Brasil       | Disputa Internacional                             | Ref.    |
| ---- | ------------ | ------------------ | -------------------- | ---------------------- | ------------------------------------------------- | ------- |
| 2001 | 1º           | Walter Baracho     | Paulista             | 3º. Lugar              |                                                   | [ 1 ]   |
| 2007 | 2º           | Edilson Nascimento | Recife               |                        |                                                   | [ 104 ] |
| 2008 | 3º           | Alex Amorim        | Recife               |                        |                                                   | [ 1 ]   |
| 2010 | 4º           | Alcir de Paula     | Recife               |                        |                                                   | [ 105 ] |
| 2011 | 5º           | Diego Lemos        | Olinda               | Semifinalista (Top 20) |                                                   | [ 106 ] |
| 2013 | 6º           | Gabriel Freire     | Recife               |                        |                                                   | [ 107 ] |
| 2014 | 7º           | Anderson Gutierrez | São Joaquim do Monte |                        |                                                   | [ 108 ] |
| 2015 | 7º           | Gledson Ricca      | Olinda               |                        |                                                   | [ 109 ] |
| 2016 | 8º           | Pedro Napoleão     | Bezerros             | Semifinalista (Top 16) |                                                   | [ 110 ] |
| 2017 | 9º           | Eduardo Medeiros   | Porto de Galinhas    | Semifinalista (Top 11) |                                                   | [ 111 ] |
| 2019 | 10º          | Anderson Pessoa    | Carpina              |                        |                                                   | [ 112 ] |
| 2020 | 11º          | Renato Alves       | Caruaru              | Semifinalista (Top 11) | Será o Brasil no Mister Model International 2023. | [ 113 ] |
| 2022 | 12º          | Arthur Sávyo       | Gravatá              | Semifinalista (Top 21) |                                                   | [ 114 ] |
| 2023 | 13º          | Matheus Barbosa    | Pombos               | Semifinalista (Top 10) |                                                   | [ 115 ] |

### Piauí
| Ano  | Participação | Representante   | Representação | no Mister Brasil       | Disputa Internacional | Ref.    |
| ---- | ------------ | --------------- | ------------- | ---------------------- | --------------------- | ------- |
| 2001 | 1º           | Thiago Ribeiro  | Teresina      |                        |                       | [ 1 ]   |
| 2007 | 2º           | Thiago Baptista | Teresina      |                        |                       | [ 116 ] |
| 2008 | 3º           | Júlio Lopes     | Teresina      |                        |                       | [ 1 ]   |
| 2010 | 4º           | Ygor Siliati    | Teresina      |                        |                       | [ 105 ] |
| 2011 | 5º           | Murilo Rezende  | Teresina      | Semifinalista (Top 10) |                       | [ 117 ] |
| 2013 | 6º           | Davi Rodrigues  | Teresina      |                        |                       | [ 118 ] |
| 2014 | 7º           | Breno Bueno     | Teresina      | Semifinalista (Top 25) |                       | [ 119 ] |
| 2018 | 8º           | Hitallo Rangel  | Parnaíba      |                        |                       | [ 120 ] |
| 2023 | 9º           | Guido Neto      | Teresina      | Semifinalista (Top 20) |                       | [ 121 ] |

### Rio Grande do Norte
| Ano  | Participação | Representante        | Representação           | no Mister Brasil       | Disputa Internacional                            | Ref.    |
| ---- | ------------ | -------------------- | ----------------------- | ---------------------- | ------------------------------------------------ | ------- |
| 2001 | 1º           | Marqueony Marques    | Natal                   |                        |                                                  | [ 1 ]   |
| 2007 | 2º           | Landerson Braga      | Natal                   | 4º. Lugar              | Eleito Mister Earth 2007 na Guatemala.           | [ 122 ] |
| 2008 | 3º           | Ivo Cavalcanti       | Natal                   | Semifinalista (Top 13) | Top 16 no Mister Internacional 2016.             | [ 123 ] |
| 2010 | 4º           | Jussiê Dantas        | Caicó                   |                        |                                                  | [ 124 ] |
| 2013 | 5º           | Ramon Fernandes      | Natal                   |                        |                                                  | [ 125 ] |
| 2014 | 6º           | Bruno Fonsêca        | Natal                   | Semifinalista (Top 25) |                                                  | [ 126 ] |
| 2015 | 7º           | Rodrigo Galvão       | São Gonçalo do Amarante | Semifinalista (Top 10) |                                                  | [ 127 ] |
| 2016 | 8º           | Allan Felipe Batista | São Gonçalo do Amarante | 7º. Lugar              |                                                  | [ 128 ] |
| 2017 | 9º           | Leonardo Nobre       | Almino Afonso           | 2º. Lugar              | Não se classificou no Mister Internacional 2017. | [ 129 ] |
| 2018 | 10º          | Guilherme Matias     | Jucurutu                | Semifinalista (Top 25) |                                                  | [ 130 ] |
| 2019 | 11º          | André Quintiliano    | Parnamirim              |                        |                                                  | [ 131 ] |
| 2020 | 12º          | Deivid Festewig      | Natal                   | Semifinalista (Top 21) |                                                  | [ 132 ] |
| 2022 | 13º          | David Miranda        | Guamaré                 | 5º. Lugar              |                                                  | [ 133 ] |
| 2023 | 14º          | Éverton Figueiredo   | São João do Sabugi      |                        |                                                  | [ 134 ] |

### Sergipe
| Ano  | Participação | Representante      | Representação            | no Mister Brasil       | Disputa Internacional                      | Ref.    |
| ---- | ------------ | ------------------ | ------------------------ | ---------------------- | ------------------------------------------ | ------- |
| 2001 | 1º           | Antônio Matos      | Aracaju                  |                        |                                            | [ 1 ]   |
| 2007 | 2º           | Julio César        | Aracaju                  |                        |                                            | [ 1 ]   |
| 2008 | 3º           | Alexandre Melo     | Aracaju                  | Semifinalista (Top 13) |                                            | [ 135 ] |
| 2010 | 4º           | Bruno Damasceno    | Aracaju                  |                        | 3º. Lugar no Best Model of the World 2009. | [ 136 ] |
| 2011 | 5º           | João Chiaffitelli  | Aracaju                  |                        |                                            | [ 137 ] |
| 2013 | 6º           | Igor Bomfim        | Aracaju                  |                        |                                            | [ 138 ] |
| 2014 | 7º           | José Henrique Góis | Aracaju                  |                        |                                            | [ 139 ] |
| 2016 | 8º           | Francisco Carlos   | Nossa Senhora do Socorro | Semifinalista (Top 16) |                                            | [ 140 ] |
| 2017 | 9º           | Rafael Luís        | Aracaju                  |                        |                                            | [ 141 ] |
| 2018 | 10º          | Douglas Lenk       | Aracaju                  |                        |                                            | [ 142 ] |
| 2019 | 11º          | Joaldo Gonçalves   | Riachão do Dantas        |                        |                                            | [ 143 ] |
| 2020 | 12º          | Victor Maquiavel   | Itabaiana                |                        |                                            | [ 144 ] |
| 2023 | 13º          | Kadu Passos        | Campo do Brito           | Semifinalista (Top 10) |                                            | [ 145 ] |

## Norte

### Acre
| Ano  | Participação | Representante     | Representação   | no Mister Brasil       | Disputa Internacional | Ref.    |
| ---- | ------------ | ----------------- | --------------- | ---------------------- | --------------------- | ------- |
| 2001 | 1º           | Rafael Pachêco    | Rio Branco      |                        |                       | [ 1 ]   |
| 2007 | 2º           | Francineudo Costa | Rio Branco      | Semifinalista (Top 13) |                       | [ 146 ] |
| 2008 | 3º           | Thiago Brito      | Rio Branco      |                        |                       | [ 56 ]  |
| 2010 | 4º           | Felipe Louback    | Rio Branco      |                        |                       | [ 147 ] |
| 2013 | 5º           | Ricardo Marques   | Rio Branco      | Semifinalista (Top 16) |                       | [ 148 ] |
| 2014 | 6º           | Álisson Lássari   | Rio Branco      | Semifinalista (Top 25) |                       | [ 149 ] |
| 2017 | 7º           | Matheus Borges    | Cruzeiro do Sul | Semifinalista (Top 21) |                       | [ 150 ] |
| 2018 | 8º           | Leandro Adam      | Sena Madureira  |                        |                       | [ 151 ] |
| 2019 | 9º           | Pytter Sá         | Rio Branco      | Semifinalista (Top 20) |                       | [ 152 ] |
| 2020 | 9º           | Átila Silva       | Porto Acre      |                        |                       | [ 153 ] |
| 2023 | 10º          | Isaac Paiva       | Rio Branco      |                        |                       | [ 154 ] |

### Amapá
| Ano  | Participação | Representante    | Representação | no Mister Brasil       | Disputa Internacional                         | Ref.    |
| ---- | ------------ | ---------------- | ------------- | ---------------------- | --------------------------------------------- | ------- |
| 2001 | 1º           | Nagib Abdelnor   | Macapá        |                        |                                               | [ 1 ]   |
| 2008 | 2º           | Gustavo Bezerra  | Macapá        |                        |                                               | [ 56 ]  |
| 2010 | 3º           | Rafael Ortiz     | Macapá        |                        | Representou o Amazonas no Mister Brasil 2007. | [ 155 ] |
| 2011 | 4º           | Bruno Santos     | Macapá        | Semifinalista (Top 10) |                                               | [ 156 ] |
| 2013 | 5º           | Rodrigo Medeiros | Macapá        |                        |                                               | [ 157 ] |
| 2014 | 6º           | Bruno Giordan    | Macapá        |                        |                                               | [ 158 ] |
| 2018 | 7º           | Pablo Sena       | Macapá        | Semifinalista (Top 16) | Representou o AP no Black Golden Brasil.      | [ 159 ] |

### Amazonas
| Ano  | Participação | Representante       | Representação | no Mister Brasil       | Disputa Internacional                       | Ref.    |
| ---- | ------------ | ------------------- | ------------- | ---------------------- | ------------------------------------------- | ------- |
| 2001 | 1º           | Leonardo Romanzeira | Manaus        | 5º. Lugar              |                                             | [ 1 ]   |
| 2007 | 2º           | Rafael Ortiz        | Manaus        | Semifinalista (Top 13) | Representou o Amapá no Mister Brasil 2010.  | [ 1 ]   |
| 2008 | 3º           | William Ramos       | Manaus        |                        |                                             | [ 56 ]  |
| 2011 | 4º           | Daniel Almeida      | Manaus        | Semifinalista (Top 20) |                                             | [ 67 ]  |
| 2013 | 5º           | Liniker Guimarães   | Manaus        |                        |                                             | [ 160 ] |
| 2014 | 6º           | Alexandre Amaral    | Manaus        |                        |                                             | [ 161 ] |
| 2015 | 7º           | Mauro Emiliano      | Manaus        |                        | Vencedor do Mister Brasil Tur 2013.         | [ 162 ] |
| 2017 | 8º           | Kauê Valente        | Manaus        |                        |                                             | [ 163 ] |
| 2018 | 9º           | Gustavo Garcia      | Manaus        | Semifinalista (Top 08) |                                             | [ 164 ] |
| 2019 | 10º          | Marcel Arakian      | Manaus        | Semifinalista (Top 20) |                                             | [ 165 ] |
| 2020 | 11º          | William Gama        | Manaus        | Vencedor               | 3º. Lugar no Mister Global 2023.            | [ 166 ] |
| 2022 | 12º          | Adriano Carvalho    | Coari         |                        |                                             | [ 167 ] |
| 2023 | 13º          | Edward Ogunniya     | Manaus        | 4º. Lugar              | Será o Brasil no Mister International 2023. | [ 168 ] |

### Pará
| Ano  | Participação | Representante     | Representação | no Mister Brasil       | Disputa Internacional                             | Ref.    |
| ---- | ------------ | ----------------- | ------------- | ---------------------- | ------------------------------------------------- | ------- |
| 2001 | 1º           | Anderson de Brito | Belém         |                        |                                                   | [ 1 ]   |
| 2007 | 2º           | Lucas Gil         | Belém         | Vencedor               | 2º. no Mr. World 2007 e 3º. no International Man. | [ 169 ] |
| 2008 | 3º           | Eduardo Saraiva   | Belém         |                        |                                                   | [ 170 ] |
| 2013 | 4º           | Adenir Neto       | Belém         |                        |                                                   | [ 118 ] |
| 2014 | 5º           | Gustavo Taboza    | Marabá        | Semifinalista (Top 25) |                                                   | [ 171 ] |
| 2015 | 6º           | Manoel Netto      | Belém         | Semifinalista (Top 21) |                                                   | [ 172 ] |
| 2017 | 7º           | Danilson Furtado  | Castanhal     | Semifinalista (Top 21) | Não se classificou no Mister Internacional 2018.  | [ 173 ] |
| 2018 | 8º           | Júnior Marchetta  | Marabá        |                        |                                                   | [ 174 ] |
| 2019 | 9º           | Lucas Ürsen       | Benevides     |                        |                                                   | [ 175 ] |
| 2020 | 10º          | Christian Vilhena | Ananindeua    | Semifinalista (Top 21) |                                                   | [ 176 ] |
| 2022 | 11º          | Dázyo Vieira      | Paragominas   |                        |                                                   | [ 177 ] |
| 2023 | 12º          | Ricky Marlon      | Bragança      |                        |                                                   | [ 178 ] |

### Rondônia
| Ano  | Participação | Representante             | Representação | no Mister Brasil | Disputa Internacional                    | Ref.    |
| ---- | ------------ | ------------------------- | ------------- | ---------------- | ---------------------------------------- | ------- |
| 2001 | 1º           | Alex Marcantônio          | Porto Velho   |                  |                                          | [ 1 ]   |
| 2007 | 2º           | Rafael Rodrigues          | Porto Velho   |                  |                                          | [ 1 ]   |
| 2008 | 3º           | Assad Haddad Neto         | Porto Velho   | 5º. Lugar        |                                          | [ 179 ] |
| 2010 | 4º           | Fábio Edson Nogueira      | Porto Velho   |                  |                                          | [ 180 ] |
| 2011 | 5º           | Wellington Espírito Santo | Porto Velho   |                  |                                          | [ 67 ]  |
| 2013 | 6º           | Rafael Varela             | Vilhena       |                  |                                          | [ 181 ] |
| 2014 | 7º           | Állan Spagnol             | Ji-Paraná     |                  |                                          | [ 182 ] |
| 2015 | 8º           | Derek Senatore            | Vilhena       |                  |                                          | [ 183 ] |
| 2016 | 9º           | Brisol Júnior             | Porto Velho   |                  |                                          | [ 184 ] |
| 2017 | 10º          | Jefferson Silva           | Porto Velho   |                  |                                          | [ 185 ] |
| 2022 | 11º          | Naraiel Ferrari           | Porto Velho   | 5º. Lugar        | Representará o Brasil no Mr. World 2023. | [ 186 ] |
| 2023 | 12º          | Newcharle Silva           | Porto Velho   |                  |                                          | [ 187 ] |

### Roraima
| Ano  | Participação | Representante       | Representação | no Mister Brasil       | Disputa Internacional                 | Ref.    |
| ---- | ------------ | ------------------- | ------------- | ---------------------- | ------------------------------------- | ------- |
| 2001 | 1º           | Leonardo Muniz      | Boa Vista     | Semifinalista (Top 10) |                                       | [ 1 ]   |
| 2007 | 2º           | Neto Botinelly      | Boa Vista     |                        |                                       | [ 1 ]   |
| 2008 | 3º           | Jorge Luis Águas    | Boa Vista     |                        |                                       | [ 179 ] |
| 2010 | 4º           | Augusto Maiate      | Boa Vista     |                        |                                       | [ 188 ] |
| 2011 | 5º           | Júnior Ferreira     | Boa Vista     | 2º. Lugar              |                                       | [ 189 ] |
| 2013 | 6º           | Roberto Sales       | Boa Vista     |                        |                                       | [ 118 ] |
| 2014 | 7º           | Paulo Bastos        | Boa Vista     | Semifinalista (Top 25) |                                       | [ 190 ] |
| 2017 | 8º           | Gabriel Corrêa      | Boa Vista     | Semifinalista (Top 21) |                                       | [ 191 ] |
| 2018 | 9º           | Júnior Fernandes    | Boa Vista     | Semifinalista (Top 25) |                                       | [ 192 ] |
| 2022 | 10º          | Ygor Távora         | Boa Vista     | Semifinalista (Top 21) |                                       | [ 193 ] |
| 2023 | 11º          | Sérgio de Sant'Anna | Boa Vista     |                        | Participou do Mister Brasil CNB 2022. | [ 194 ] |

### Tocantins
| Ano  | Participação | Representante       | Representação        | no Mister Brasil       | Disputa Internacional                              | Ref.    |
| ---- | ------------ | ------------------- | -------------------- | ---------------------- | -------------------------------------------------- | ------- |
| 2001 | 1º           | Vitor Hugo          | Palmas               |                        |                                                    | [ 1 ]   |
| 2007 | 2º           | Caymê Barcelos      | Palmas               |                        |                                                    | [ 1 ]   |
| 2008 | 3º           | Graziani Ramos      | Palmas               |                        |                                                    | [ 179 ] |
| 2010 | 4º           | Marcos de Lara      | Palmas               | Semifinalista (Top 12) |                                                    | [ 195 ] |
| 2011 | 5º           | Kellton Viana       | Porto Nacional       |                        | Foi Mister Rodeio Brasil 2011.                     | [ 196 ] |
| 2013 | 6º           | Douglas Schwengber  | Palmas               | 5º. Lugar              | 2º. Lugar no Best Model of The World 2013.         | [ 197 ] |
| 2014 | 7º           | Henrique Mezzabarba | Palmas               |                        |                                                    | [ 198 ] |
| 2015 | 8º           | Lupércio Santana    | Palmas               |                        |                                                    | [ 199 ] |
| 2017 | 9º           | Hugo Magalhães      | Palmas               |                        |                                                    | [ 200 ] |
| 2018 | 10º          | Higor Lira          | Rio Sono             |                        |                                                    | [ 201 ] |
| 2019 | 11º          | Rafael Marinho      | Araguaína            | Semifinalista (Top 20) | Foi eleito "Mister Brasil 2017" em outra franquia. | [ 202 ] |
| 2020 | 13º          | Willian Ribeiro     | Palmas               |                        |                                                    | [ 203 ] |
| 2022 | 14º          | Ésio Borges         | Paraíso do Tocantins |                        |                                                    | [ 204 ] |
| 2023 | 15º          | Lucas de Alencar    | Palmas               |                        |                                                    | [ 205 ] |

## Sudeste

### Espírito Santo
| Ano  | Participação | Representante     | Representação           | no Mister Brasil       | Disputa Internacional                         | Ref.    |
| ---- | ------------ | ----------------- | ----------------------- | ---------------------- | --------------------------------------------- | ------- |
| 2001 | 1º           | Nelcides Cruz     | Vitória                 |                        |                                               | [ 1 ]   |
| 2007 | 2º           | Leandro Bosi      | Colatina                | 5º. Lugar              |                                               | [ 206 ] |
| 2008 | 3º           | Vinícius Ribeiro  | Vitória                 | Vencedor               | Nunca chegou a disputar nenhum internacional. | [ 207 ] |
| 2010 | 4º           | Jhony Monhol      | Alfredo Chaves          | Semifinalista (Top 12) |                                               | [ 208 ] |
| 2011 | 5º           | Eduardo Rosa      | Linhares                | Semifinalista (Top 20) | Foi Mister Brasil Turismo Mundial 2012.       | [ 209 ] |
| 2013 | 6º           | Nilmar Faber      | Mimoso do Sul           |                        |                                               | [ 210 ] |
| 2014 | 7º           | Moisés Spadetti   | Alegre                  |                        |                                               | [ 211 ] |
| 2015 | 8º           | Dhemerson Salomão | Aracruz                 |                        |                                               | [ 212 ] |
| 2017 | 9º           | Igor Costa Alves  | Vitória                 | Semifinalista (Top 11) |                                               | [ 213 ] |
| 2018 | 10º          | Rodolfo Donna     | Venda Nova do Imigrante | 3º. Lugar              |                                               | [ 214 ] |
| 2019 | 11º          | Maiki Carletti    | Iconha                  | 5º. Lugar              |                                               | [ 215 ] |
| 2020 | 12º          | Igor Lacer        | Bom Jesus do Norte      |                        |                                               | [ 216 ] |
| 2022 | 13º          | Renan Felz        | Vila Velha              |                        |                                               | [ 217 ] |

### Minas Gerais
| Ano  | Participação | Representante       | Representação         | no Mister Brasil       | Disputa Internacional                 | Ref.    |
| ---- | ------------ | ------------------- | --------------------- | ---------------------- | ------------------------------------- | ------- |
| 2001 | 1º           | Raymundo Venâncio   | Belo Horizonte        |                        |                                       | [ 1 ]   |
| 2007 | 2º           | Thiago Testoni      | Conselheiro Lafaiete  | 3º. Lugar              | Top 15 no Manhunt International 2008. | [ 218 ] |
| 2008 | 3º           | Maciel Moreno       | Perdigão              | 2º. Lugar              | Top 10 no Mister Internacional 2008.  | [ 219 ] |
| 2010 | 4º           | Diego Oliveira      | Araguari              |                        |                                       | [ 220 ] |
| 2011 | 5º           | Bruno Soraggi       | Sete Lagoas           | Semifinalista (Top 10) |                                       | [ 221 ] |
| 2013 | 6º           | Júnior Custódio     | Conceição das Alagoas | 6º. Lugar              |                                       | [ 222 ] |
| 2014 | 7º           | Robberson Kairon    | Sacramento            | Semifinalista (Top 12) |                                       | [ 223 ] |
| 2015 | 8º           | Kaio Juliani        | Rio Novo              | Semifinalista (Top 21) | 2º. Lugar no Mister Global Teen 2015. | [ 224 ] |
| 2016 | 9º           | Lucas Freitas       | Sacramento            | Semifinalista (Top 16) |                                       | [ 225 ] |
| 2017 | 10º          | Júnior Garcia       | Cedro do Abaeté       | 3º. Lugar              | Top 10 no Mister Global 2018.         | [ 226 ] |
| 2018 | 11º          | Gabriel Vital       | Juiz de Fora          | Semifinalista (Top 25) |                                       | [ 227 ] |
| 2019 | 12º          | Gleidson Minarini   | Cataguases            | 6º. Lugar              |                                       | [ 228 ] |
| 2020 | 13º          | Pedro Guto          | Belo Horizonte        |                        |                                       | [ 229 ] |
| 2022 | 14º          | Guilherme dos Anjos | Sete Lagoas           | Semifinalista (Top 10) |                                       | [ 230 ] |
| 2023 | 15º          | Arthur Serafim      | Medina                |                        |                                       | [ 231 ] |

### Rio de Janeiro
| Ano  | Participação | Representante           | Representação      | no Mister Brasil       | Disputa Internacional       | Ref.    |
| ---- | ------------ | ----------------------- | ------------------ | ---------------------- | --------------------------- | ------- |
| 2001 | 1º           | Gustavo Gianetti        | Rio de Janeiro     | Vencedor               | Vencedor do Mr. World 2003. | [ 232 ] |
| 2007 | 2º           | Rafael Borges           | Rio de Janeiro     |                        |                             | [ 233 ] |
| 2008 | 3º           | Ronald Rezende          | Rio de Janeiro     | 4º. Lugar              |                             | [ 56 ]  |
| 2010 | 4º           | Anton Vasconcellos      | Rio de Janeiro     |                        |                             | [ 234 ] |
| 2011 | 5º           | André Caricchio         | Rio de Janeiro     |                        |                             | [ 235 ] |
| 2013 | 6º           | Guilherme Bravin        | Rio de Janeiro     |                        |                             | [ 236 ] |
| 2014 | 7º           | Patrick Gerk            | Rio de Janeiro     | Semifinalista (Top 12) |                             | [ 237 ] |
| 2015 | 8º           | Paulo Leite             | Rio de Janeiro     | Semifinalista (Top 10) |                             | [ 238 ] |
| 2016 | 9º           | Iure Meirelles          | Rio de Janeiro     | Semifinalista (Top 16) |                             | [ 238 ] |
| 2017 | 10º          | Arturo de Córdova       | Rio de Janeiro     | Semifinalista (Top 21) |                             | [ 239 ] |
| 2018 | 11º          | Bernardo Timm Boggian   | Rio de Janeiro     | Semifinalista (Top 16) |                             | [ 240 ] |
| 2019 | 12º          | Vinicíus Marçal         | Resende            | Semifinalista (Top 16) |                             | [ 241 ] |
| 2020 | 13º          | Caio Moraes             | São João de Meriti |                        |                             | [ 242 ] |
| 2022 | 14º          | Felipe Lisita           | Rio de Janeiro     | 3º. Lugar              |                             | [ 243 ] |
| 2023 | 15º          | João Victor Bittencourt | Cabo Frio          |                        |                             | [ 244 ] |

### São Paulo
| Ano  | Participação | Representante             | Representação         | no Mister Brasil       | Disputa Internacional                       | Ref.    |
| ---- | ------------ | ------------------------- | --------------------- | ---------------------- | ------------------------------------------- | ------- |
| 1996 | 1º           | Thierre Di Castro Garrito | Rio Claro             | Vencedor               | Não se classificou no Mr. World 1996.       | [ 245 ] |
| 2001 | 2º           | Rogério Assumpção         | São José do Rio Preto | Semifinalista (Top 10) |                                             | [ 1 ]   |
| 2007 | 3º           | Rodolpho Marques          | São Paulo             |                        |                                             | [ 246 ] |
| 2008 | 4º           | Luciano Stranghetti       | São José do Rio Preto | 3º. Lugar              | Foi Mister Brasil Universitário em 2008.    | [ 247 ] |
| 2010 | 5º           | Caio Lucius Ribeiro       | Votuporanga           | Semifinalista (Top 12) | 2º. Lugar no Mister Internacional 2010.     | [ 248 ] |
| 2011 | 6º           | Victor Franceschini       | Luís Antônio          | Semifinalista (Top 20) |                                             | [ 249 ] |
| 2013 | 7º           | Nelson Lara               | Sumaré                | Semifinalista (Top 16) |                                             | [ 250 ] |
| 2014 | 8º           | Victors Stevaux           | São Paulo             | 5º. Lugar              |                                             | [ 251 ] |
| 2015 | 9º           | Gabriel Braghin           | Presidente Prudente   | Semifinalista (Top 21) |                                             | [ 252 ] |
| 2016 | 10º          | Carlos Franco             | Araras                | Vencedor               | Top 05 no Mr. World 2019.                   | [ 253 ] |
| 2017 | 11º          | Leonel Barbozza           | Itu                   | Semifinalista (Top 11) |                                             | [ 254 ] |
| 2018 | 12º          | Samuel Costa              | Santos                | Vencedor               | 3º. Lugar no Mister Supranational 2018.     | [ 255 ] |
| 2019 | 13º          | Gustavo Bomfim            | Campinas              |                        |                                             | [ 256 ] |
| 2020 | 14º          | Thon Oliver               | Monte Mor             | 3º. Lugar              |                                             | [ 257 ] |
| 2022 | 15º          | Renato Jacob              | Barretos              |                        |                                             | [ 258 ] |
| 2023 | 16º          | Henrique Martins          | Campinas              | Vencedor               | Será o Brasil no Mister Supranational 2023. | [ 259 ] |

## Sul

### Paraná
| Ano  | Participação | Representante          | Representação     | no Mister Brasil       | Disputa Internacional                         | Ref.    |
| ---- | ------------ | ---------------------- | ----------------- | ---------------------- | --------------------------------------------- | ------- |
| 2001 | 1º           | Leandro Karam          | Curitiba          | Semifinalista (Top 10) |                                               | [ 1 ]   |
| 2007 | 2º           | Gleiber Siolari        | Curitiba          | Semifinalista (Top 13) |                                               | [ 260 ] |
| 2008 | 3º           | Rodrigo Gomes          | Maringá           | 3º. Lugar              | 5º. Lugar no Big Brother Brasil 11.           | [ 261 ] |
| 2011 | 4º           | Tiago Zwiener          | Curitiba          |                        |                                               | [ 262 ] |
| 2013 | 5º           | Adriano Ghisi          | Francisco Beltrão |                        | Assumiu o título após a renúncia do vencedor. | [ 263 ] |
| 2014 | 6º           | Natan Lorscheiter      | São João          |                        |                                               | [ 264 ] |
| 2015 | 7º           | Renan Marconi          | Apucarana         | Semifinalista (Top 21) |                                               | [ 265 ] |
| 2016 | 8º           | Ramon Pissaia          | Ponta Grossa      | 5º. Lugar              | 5º. Lugar no Manhunt International 2016.      | [ 266 ] |
| 2017 | 9º           | Júnior Neves           | Ponta Grossa      | Semifinalista (Top 21) |                                               | [ 267 ] |
| 2018 | 10º          | Gabriel Werner         | Curitiba          | Semifinalista (Top 25) |                                               | [ 268 ] |
| 2019 | 11º          | Renan Marconi          | Apucarana         | 4º. Lugar              |                                               | [ 269 ] |
| 2020 | 12º          | Maycon Schiticoski     | Cascavel          |                        | 4º. Lugar no Mister Universo Paraná 2017.     | [ 270 ] |
| 2022 | 13º          | Paulo Henrique Dacampo | Mercedes          |                        |                                               | [ 271 ] |
| 2023 | 14º          | Renan Mazzeto          | Tapejara          | Semifinalista (Top 20) |                                               | [ 272 ] |

### Rio Grande do Sul
| Ano  | Participação | Representante       | Representação | no Mister Brasil       | Disputa Internacional                            | Ref.    |
| ---- | ------------ | ------------------- | ------------- | ---------------------- | ------------------------------------------------ | ------- |
| 2001 | 1º           | Alex de Assis Nunes | Porto Alegre  | Semifinalista (Top 10) | Top 10 no Manhunt International 2006.            | [ 273 ] |
| 2007 | 2º           | Alan Bianco Martini | Espumoso      | 2º. Lugar              | Vencedor do Mister Internacional 2007.           | [ 274 ] |
| 2008 | 3º           | Marlon di Gregori   | Caxias do Sul | Semifinalista (Top 13) | 3º. Lugar no Manhunt International 2010.         | [ 275 ] |
| 2010 | 4º           | Luciano Devitt      | Porto Alegre  | Semifinalista (Top 12) |                                                  | [ 276 ] |
| 2011 | 5º           | Willian Rëch        | Novo Hamburgo | Semifinalista (Top 20) | Vencedor do Mister Model International 2013.     | [ 277 ] |
| 2012 | 6º           | Willian Rëch        | Novo Hamburgo | Vencedor               | Não se classificou no Mr. World 2012.            | [ 278 ] |
| 2013 | 7º           | Jhonatan Marko      | Torres        | 3º. Lugar              | 3º. Lugar no Mister Internacional 2013.          | [ 279 ] |
| 2014 | 8º           | Bruno Vasconcellos  | Canoas        | Semifinalista (Top 25) |                                                  | [ 280 ] |
| 2015 | 9º           | Diego Dieter Heldt  | Novo Hamburgo |                        |                                                  | [ 281 ] |
| 2016 | 10º          | William Severo      | São Leopoldo  | 3º. Lugar              |                                                  | [ 282 ] |
| 2017 | 11º          | Augusto Grave       | Canoas        | 4º. Lugar              |                                                  | [ 283 ] |
| 2018 | 12º          | Felipe Haeffner     | Passo Fundo   | Semifinalista (Top 16) |                                                  | [ 284 ] |
| 2019 | 13º          | Thales Machado      | Taquari       | Semifinalista (Top 20) |                                                  | [ 285 ] |
| 2020 | 14º          | João Henrique Lemes | Santiago      | 2º. Lugar              | Não se classificou no Mister Supranational 2021. | [ 286 ] |
| 2022 | 15º          | Acimar Freitas      | Farroupilha   | Semifinalista (Top 21) |                                                  | [ 287 ] |
| 2023 | 16º          | Amilcar Daniel      | Campo Bom     | Semifinalista (Top 20) |                                                  | [ 288 ] |